# THEMIS (satelity)
Time History of Events and Macroscale Interactions during Substorms (THEMIS) – zespół pięciu identycznie wyposażonych satelitów NASA służących głównie do badań magnetosfery, zórz polarnych i zjawisk z nimi związanych, np. rekoneksji linii sił pola magnetycznego.
Misja wchodzi w skład programu Explorer i bazuje na flocie pięciu satelitów Ziemi obserwujących procesy emisji energii z ziemskiej magnetosfery. Towarzyszą im równoczesne obserwacje zórz polarnych z powierzchni Ziemi prowadzone przez dwadzieścia stacji rozmieszczonych w Stanach Zjednoczonych i Kanadzie (nadzorowane przez University of California w Berkeley).

## Lista satelitów THEMIS, ich indeksyCOSPARi alternatywne nazwy
- THEMIS A, 2007-004A, THEMIS Probe 5 (THEMIS-P5), Explorer 85
- THEMIS B, 2007-004B, THEMIS Probe 1 (THEMIS-P1), Explorer 86
- THEMIS C, 2007-004C, THEMIS Probe 2 (THEMIS-P2), Explorer 87
- THEMIS D, 2007-004D, THEMIS Probe 3 (THEMIS-P3), Explorer 88
- THEMIS E, 2007-004E, THEMIS Probe 4 (THEMIS-P4), Explorer 89

## Start
Pierwotną datą startu satelitów THEMIS był 19 października 2006, jednakże problemy techniczne związane z drugim stopniem rakiety nośnej Delta II, które wpłynęły także na datę startu misji STEREO, opóźniły misję do 15 lutego 2007. Start nie odbył się tego dnia, gdyż złe warunki pogodowe opóźniły tankowanie drugiego członu rakiety o 24 godziny. Próba z 16 lutego została przerwana na cztery minuty przed startem z powodu silnego wiatru w wyższych częściach atmosfery. Ostatecznie start nastąpił 17 lutego 2007 o godz. 23:01 UTC.

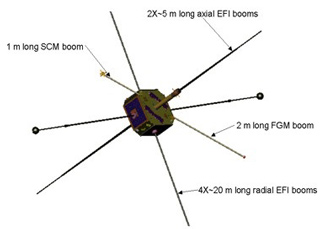
Wygląd pojedynczego statku THEMIS

## Budowa
Wszystkie pięć statków zbudowała firma Swales Aerospace, przejęta w 2007 przez ATK. Instrumenty naukowe dostarczył University of California w Berkeley.
Masa startowa satelity wynosiła 126 kg, z czego 49 kg stanowiło paliwo (hydrazyna). Główną częścią statków jest tzw. IDPU (Instrument Data Processing Unit), wydzielona część, która odpowiada za przetwarzanie i sterowanie przyrządami naukowymi satelitów. Każdy satelita posiada osiem paneli ogniw słonecznych – po dwa na górnej i dolnej ściance oraz po jednym na każdej z czterech bocznych ścianek statku, są one w stanie dostarczyć maksymalnie 40,5 W energii. W skład wyposażenia wchodzi też osiem masztów o długości 20, 5, 2 i 1 m.

## Ładunek
- Przyrząd do badania pola elektrycznego (Electric Field Instruments, EFI)
- Magnetometr typu fluxgate (Flux Gate Magnetometer, FGM)
- Magnetometr trójosiowy (Search Coil Magnetometers, SCM)
- Analizator elektrostatyczny (Electrostatic Analyzer, ESA)
- Detektor cząstek z ciałem stałym (Solid State Telescope, SST)

## Galeria

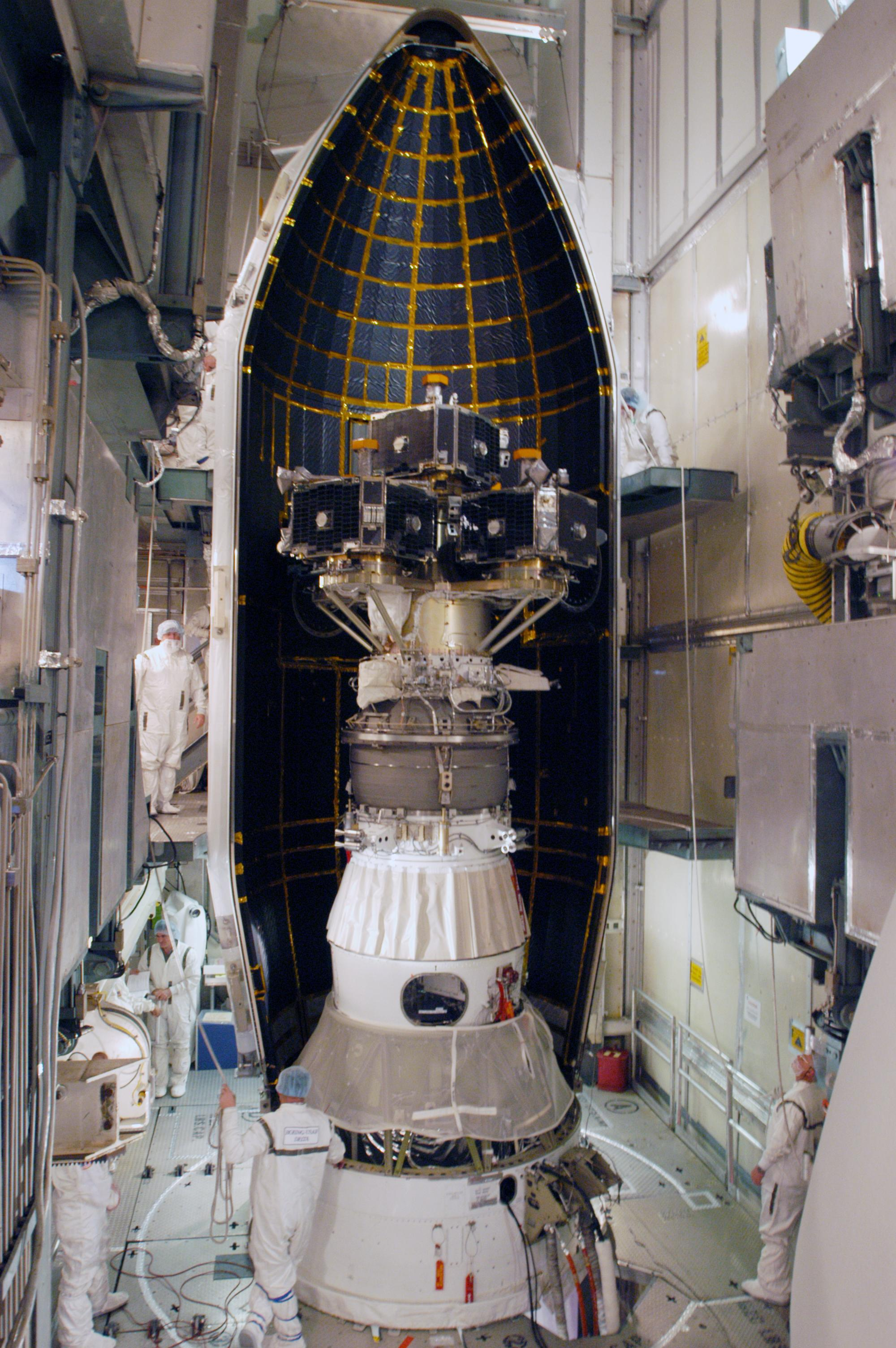
THEMIS umieszczany w osłonie rakiety nośnej
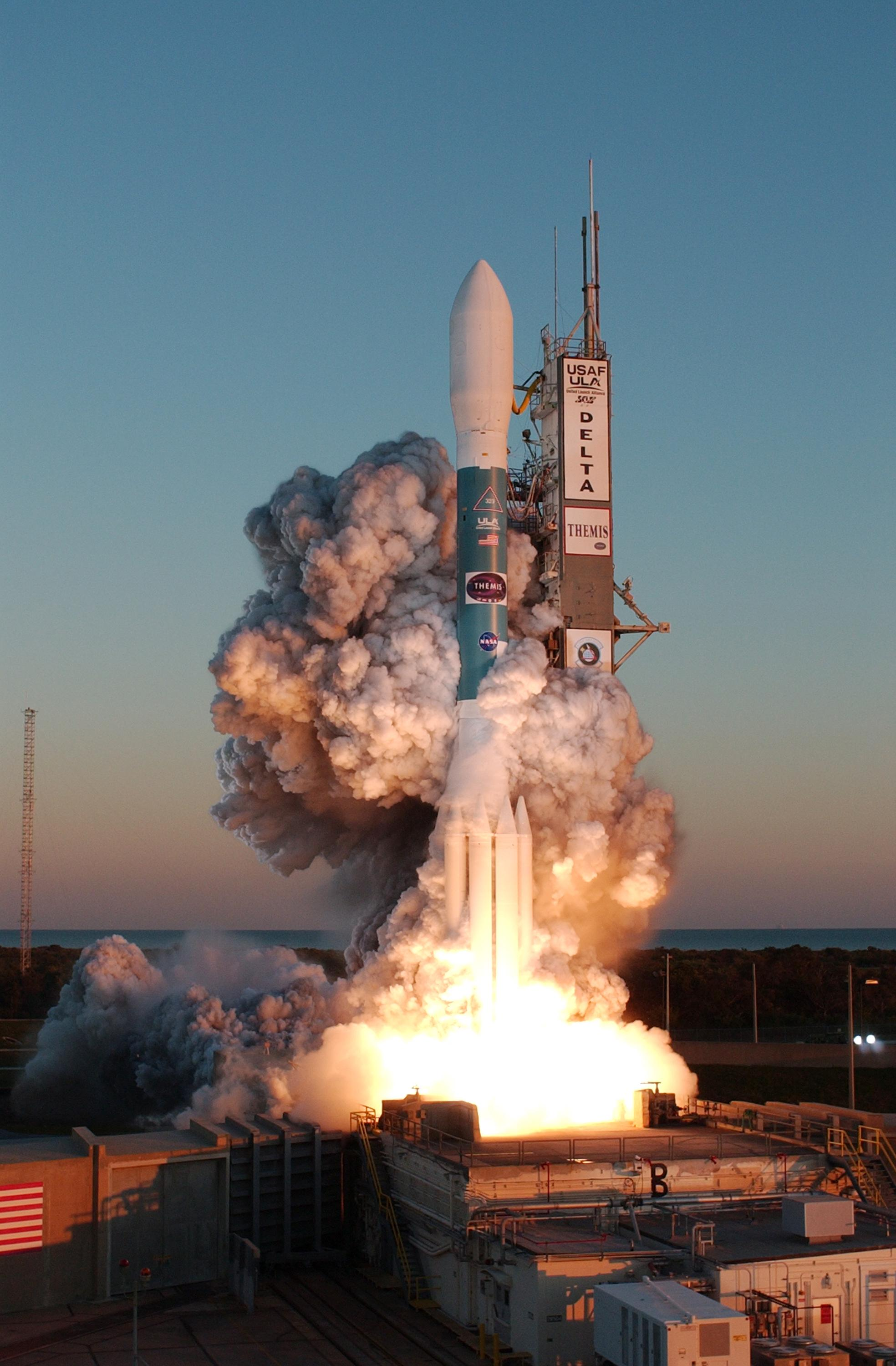
Start rakiety Delta II z satelitami THEMIS na pokładzie
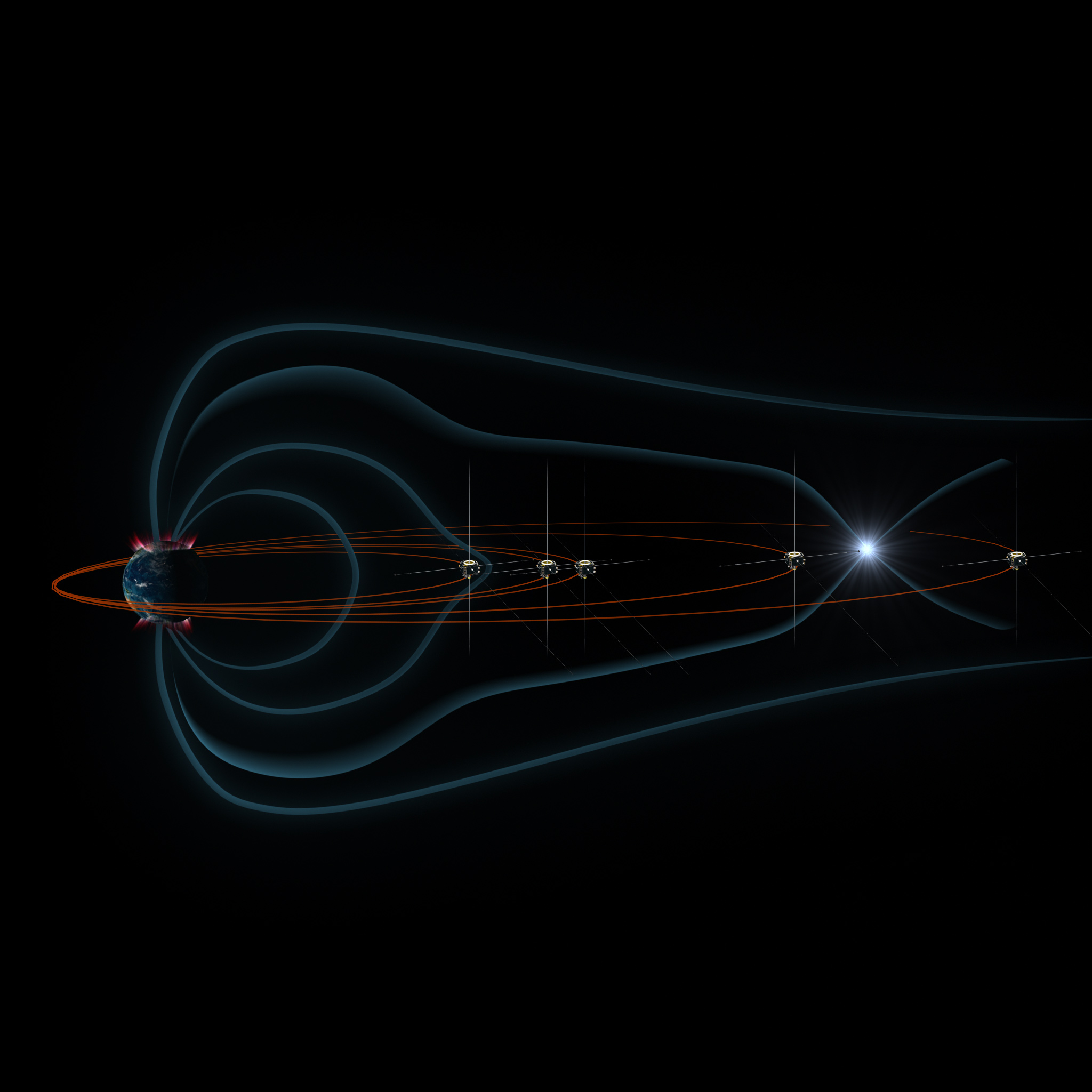
Rozmieszczenie satelitów THEMIS względem Ziemi